# Stenkolstjära
Stenkolstjära är en brun till svart, trögflytande vätska eller halvfast material med densititet 1-1,2 kg/l, som bildas vid torrdestillering (900-1 300 °C) av stenkol i exempelvis ett gas- eller koksverk. Den är en blandning av ett mycket stort antal (ca 10 000) organiska, huvudsakligen aromatiska föreningar.
Ordet "tjära" används ofta i felaktig betydelse. Naturligt förekommande "tjärgropar" (till exempel La Brea Tar Pits i Los Angeles eller La Brea Pitch Lake i Trinidad och Tobago) innehåller inte tjära, utan asfalt, och dessa gropar är mera korrekt benämnda asfaltgropar. Tjärsand innehåller bitumen i stället för tjära. "Rangoontjära", som även är känt under namnet "Burmaolja" eller "Burmanafta", är egentligen petroleum.

## Framställning
Ur 100 kg stenkol erhålls ca 3 kg stenkolstjära. Genom fraktionerad destillation av stenkolstjära erhålls
- ca 5 % lättolja ((kokpunkt 80-170 °C),
- ca 17 % lättmellanolja ((kokpunkt 170-240 °C),
- ca 7 % tjockolja ((kokpunkt 240-270 °C),
- ca 9 % antracenolja ((kokpunkt 270-400 °C),
- ca 62 % beck.
Genom upprepade destillationer och reningsförfaranden kan en rad tekniskt viktiga organiska baskemikalier isoleras ur stenkolstjära, t. ex. bensen, fenol, toluen, xylen, kresol, naftalen, antracen, pyridin, kinolin och indol.

## Användning
Stenkolstjära kan användas som bränsle i ångpannor och i stora dieselmotorer på fartyg o.dy. där insprutningsmunstycken och spridare är tillräckligt grova för att inte sätta igen av stenkolstjäran. Bränslet måste också förvärmas för att bli mer lättflytande innan det kan användas som motorbränsle.
Det används också för tillverkning av kreosot.
Destillationsresten stenkolsasfalt användes tidigare till vägbeläggningar, men användningen upphörde i början av sjuttiotalet på grund av för högt PAH-innehåll. Den användes även för att täta takpärtor och för att täta fartygs- och båtskrov. Ytterligare ett användningsområde var för att vattentäta segel, men dagens segel är gjorda i naturligt vattentäta syntetiska material och därför är denna metod nästan utdöd idag.
Petroleumtjära användes även i antikens Egypten vid mumifiering omkring 1000 f.Kr..